# Barbie e la magia di Pegaso
Barbie e la magia di Pegaso (Barbie and the Magic of Pegasus) è un film d'animazione in computer grafica del 2005 diretto da Greg Richardson.
È il sesto film di Barbie e si tratta inoltre dell'unico della serie che può essere visto anche in 3D.

## Trama
Annika è una bella e coraggiosa principessa che adora pattinare talmente tanto che spesso fugge di nascosto per poterlo fare, dato che i genitori le proibiscono di lasciare il castello. Il giorno del suo compleanno trova un cucciolo di orso polare che chiama Shiver e, tornata a casa, viene punita e rinchiusa in camera; nonostante ciò, la stessa sera Annika scappa per partecipare a una festa, che però viene interrotta dall'arrivo, in sella a un grifone, dello stregone Wenlock. Egli chiede alla principessa di sposarlo, ricevendo un rifiuto, allorché trasforma in statue di pietra sia i genitori di Annika, giunti là per fermarlo, che i sudditi del regno. All'improvviso compare un cavallo alato che aiuta la ragazza a fuggire, e nel mentre Wenlock l'avverte che, se non lo sposerà entro tre giorni, la sua famiglia e il suo popolo rimarranno pietrificati per sempre.
Annika giunge al castello del Regno delle Nuvole, dove la regina Rayla le rivela che il cavallo alato che l'ha salvata altri non è che sua sorella maggiore, la principessa Brietta, vittima di un incantesimo di Wenlock (il quale, anni prima, aveva provato a sposare anche lei); la ragazza capisce così che i suoi genitori erano sempre iperprotettivi con lei perché non volevano che facesse la stessa fine della primogenita. Le due sorelle decidono allora di unirsi per sconfiggere lo stregone grazie alla Bacchetta di Luce Magica, la bacchetta più potente di tutte, ancor più potente di quella di Wenlock; per costruirla servono tre parti: la Misura del Coraggio, l'Anello dell'Amore e una Gemma di Ghiaccio illuminata dalla Fiamma della Speranza.
Annika, Brietta e Shiver partono per la Foresta Proibita dove incontrano Aidan, un giovane che si mostra inizialmente riluttante nell'aiutarle. Annika viene catturata dal gigante Ollie, dal quale però riesce a scappare astutamente; ottiene così, attraverso un lungo nastro trasformato, la Misura del Coraggio. Dopo che Annika gli promette una lauta ricompensa in caso di aiuto, Aidan accetta e l'accompagna dall'ambiguo mercante Ferris, che in cambio delle indicazioni necessarie per trovare la Gemma di Ghiaccio illuminata dalla Fiamma della Speranza, si fa consegnare i pattini di Annika. Raggiunta una montagna e trovata la gemma, rimane solamente da trovare l'Anello dell'Amore. Aidan racconta ad Annika di aver sperperato tutti gli averi dei suoi genitori giocando a carte nella speranza di migliorare le loro condizioni di vita, e che per la vergogna se ne andò senza neanche rivederli: è stato grazie alle parole di Annika su una seconda occasione e sulla ricompensa che Aidan ha deciso di aiutarla, per tornare dalla sua famiglia. Non sapendo dove cercare l'Anello, Aidan pensa di fondere la propria spada, ma Brietta decide di sacrificare la sua corona, l'unica cosa che le permette di vedere il suo vero aspetto di essere umano: Annika ottiene dunque l'ultimo pezzo per costruire la Bacchetta di Luce Magica, con la quale spezza l'incantesimo su Brietta facendola finalmente tornare umana.
Annika, Brietta e Shiver partono per tornare a casa ma vengono attaccate da Wenlock, che le ha raggiunte dopo aver corrotto Ferris. Quando lo stregone ferisce Brietta, Annika usa contro di lui la Bacchetta, ma senza risultati perché essa non funziona se la si usa con rabbia, perciò Wenlock ne approfitta per sottrargliela facendole cadere addosso una valanga di neve; tuttavia la ragazza viene salvata da Aidan, che riporta tutte e tre al castello nel Regno delle Nuvole. Per recuperare la Bacchetta di Luce Magica, Annika decide subito di ripartire con il gruppo verso la dimora di Wenlock, un castello situato a picco sul mare; durante il tragitto vengono scoperti dal grifone di Wenlock, che fa cadere Aidan nel precipizio. Nel frattempo Annika riesce a trovare la Bacchetta di Luce Magica, ma purtroppo la Gemma, che nel frattempo si è allentata, cade nel precipizio. Sentendosi sconfitta, Annika non può far altro che aspettare il tramonto, ma proprio allora appare Aidan, sopravvissuto alla caduta, il quale le dà un'altra Gemma che aveva preso e che intendeva vendere per restituire il denaro alla sua famiglia.
Proprio in quel momento arriva Wenlock, che si riappropria della Bacchetta consegnandola ad una delle sue tre mogli (trasformate in troll perché da lui ritenute noiose) la quale, stanca di essere maltrattata, la restituisce ad Annika, che quindi riesce a sconfiggere Wenlock annullando tutti i suoi incantesimi. Il grifone di Wenlock torna ad essere un gatto, mentre lo stregone riottiene il suo vero aspetto, quello di un uomo povero; le sue mogli, tornate umane, si vendicano schiavizzandolo. Una volta tornata a casa, Annika viene accolta dai genitori e dal popolo, gioiosi per ritrovato anche Brietta; Annika accompagna Aidan a casa sua, dove il padre lo riabbraccia commosso, dicendogli che lui e sua madre gli vorranno sempre bene, qualsiasi cosa accada. Annika e Aidan, che nel frattempo hanno capito di essersi innamorati, si sposano e Brietta consegna a Rayla la Bacchetta di Luce Magica, la quale la trasforma nella prima stella della sera.
(Barbie, dopo i titoli di coda)

## Colonna sonora
La colonna sonora, diretta da Arnie Roth, è stata registrata dall'Orchestra Filarmonica Ceca e dalla Chamber Orchestra of Europe, e include due brani classici: la Sinfonia n.6 di Beethoven e Il mattino di Grieg.
La canzone pop Hope Has Wings è cantata in lingua originale da Brie Larson, mentre nella versione italiana (che si intitola Vola via) è interpretata da Alexia.

## Distribuzione
Il film è stato trasmesso negli Stati Uniti su Nickelodeon il 18 settembre 2005, per poi essere distribuito in VHS e DVD da Lions Gate Home Entertainment il 20 settembre successivo, mentre in Italia è stato distribuito il 20 ottobre dello stesso anno da Universal Pictures Home Entertainment. È stato trasmesso in prima visione su Italia 1 il 12 novembre 2005 alle 21.00.

### Doppiaggio
| Personaggio     | Doppiatore originale | Doppiatore italiano |
| --------------- | -------------------- | ------------------- |
| Annika          | Kelly Sheridan       | Daniela Fava        |
| Troll moglie #1 | Kelly Sheridan       | Laura Cosenza       |
| Brietta         | Lalainia Lindbjerg   | Federica De Bortoli |
| Troll moglie #2 | Lalainia Lindbjerg   | Raffaella Castelli  |
| Aidan           | Mark Hildreth        | Simone D'Andrea     |
| Wenlock         | Colin Murdock        | Francesco Prando    |
| Shiver          | Kathleen Barr        | (originale)         |
| Regina          | Kathleen Barr        | Pinella Dragani     |
| Rayla           | Kathleen Barr        | Michela Alborghetti |
| Troll moglie #3 | Kathleen Barr        | Emanuela D'Amico    |
| Re              | Russ Roberts         | Ambrogio Colombo    |
| Ollie           | John DeSantis        | Pietro Ubaldi       |
| Ferris          | Brian Drummond       | Dario Penne         |
| Padre di Aidan  | Brian Drummond       | Elio Zamuto         |
| Rose            | Chantal Strand       | Lucrezia Marricchi  |
| Blush           | Jessica Amlee        | Letizia Ciampa      |
| Lila            | Andrea Libman        | Barbara Pitotti     |
| Troll           | Stevie Vallance      |                     |
| Regista         | Russel Arons         | Alessandra Korompay |